# Neuzelle
Neuzelle est une commune de l'est de l'Allemagne située dans l’arrondissement d'Oder-Spree, au Brandebourg. Elle est connue pour son abbaye cistercienne et sa brasserie, la Klosterbrauerei Neuzelle GmbH.